# Pusta Kuźnica (powiat tarnogórski)
Pusta Kuźnica – kolonia w Polsce, w województwie śląskim, w powiecie tarnogórskim, w gminie Tworóg.
W latach 1975–1998 miejscowość administracyjnie należała do województwa katowickiego.